# 龚贤永
龚贤永（1942年2月—2016年3月8日），男，汉族，重庆人，中华人民共和国政治人物。

## 生平
早年毕业于贵州大学中文系汉语言文学专业。1972年2月加入中国共产党。1979年4月至1981年12月，先后任贵州省黔南州文化局副局长、州委宣传部副部长。1981年12月至1983年5月，任贵州省瓮安县委副书记兼县政协主席。1983年5月至1983年8月，任中共贵州省委宣传部部长。1983年8月至1988年1月，任贵州省委常委、宣传部部长。1988年1月至1988年8月，任贵州省委常委、贵州省人民政府副省长兼省教委主任；1988年8月至1998年1月，任贵州省人民政府副省长。1998年1月至2003年1月，任贵州省人大常委会副主任、党组副书记兼教育科学文化卫生委员会主任委员。2003年1月至2006年8月，任贵州省人大常委会副主任、党组副书记。2006年8月至2008年1月，任贵州省人大常委会副主任、党组书记。2008年起担任全国人大代表。2009年4月退休。2016年3月8日，因病去世。